# Dziemidowicze (rejon nieświeski)
Dziemidowicze (biał. Дзямідавічы, Dziamidawiczy; ros. Демидовичи, Diemidowiczi) – wieś na Białorusi, w obwodzie mińskim, w rejonie nieświeskim, w sielsowiecie Łań.

## Historia
W dwudziestoleciu międzywojennym wieś i folwark leżące w Polsce, w województwie nowogródzkim, w powiecie nieświeskim, w gminie Łań. W 1921 wieś liczyła 98 mieszkańców, zamieszkałych w 17 budynkach, w tym 73 Białorusinów i 25 Polaków. Wszyscy mieszkańcy byli wyznania prawosławnego. Folwark liczył zaś 19 mieszkańców, zamieszkałych w 4 budynkach, w tym 10 Białorusinów i 9 Polaków. 10 mieszkańców było wyznania prawosławnego i 9 rzymskokatolickiego.
Po II wojnie światowej w granicach Związku Sowieckiego. Od 1991 w niepodległej Białorusi.